# Olías del Rey
Olías del Rey – gmina w Hiszpanii, w prowincji Toledo, w Kastylii-La Mancha, o powierzchni 39,94 km². W 2011 roku gmina liczyła 7010 mieszkańców.